# Kapelle Redderse

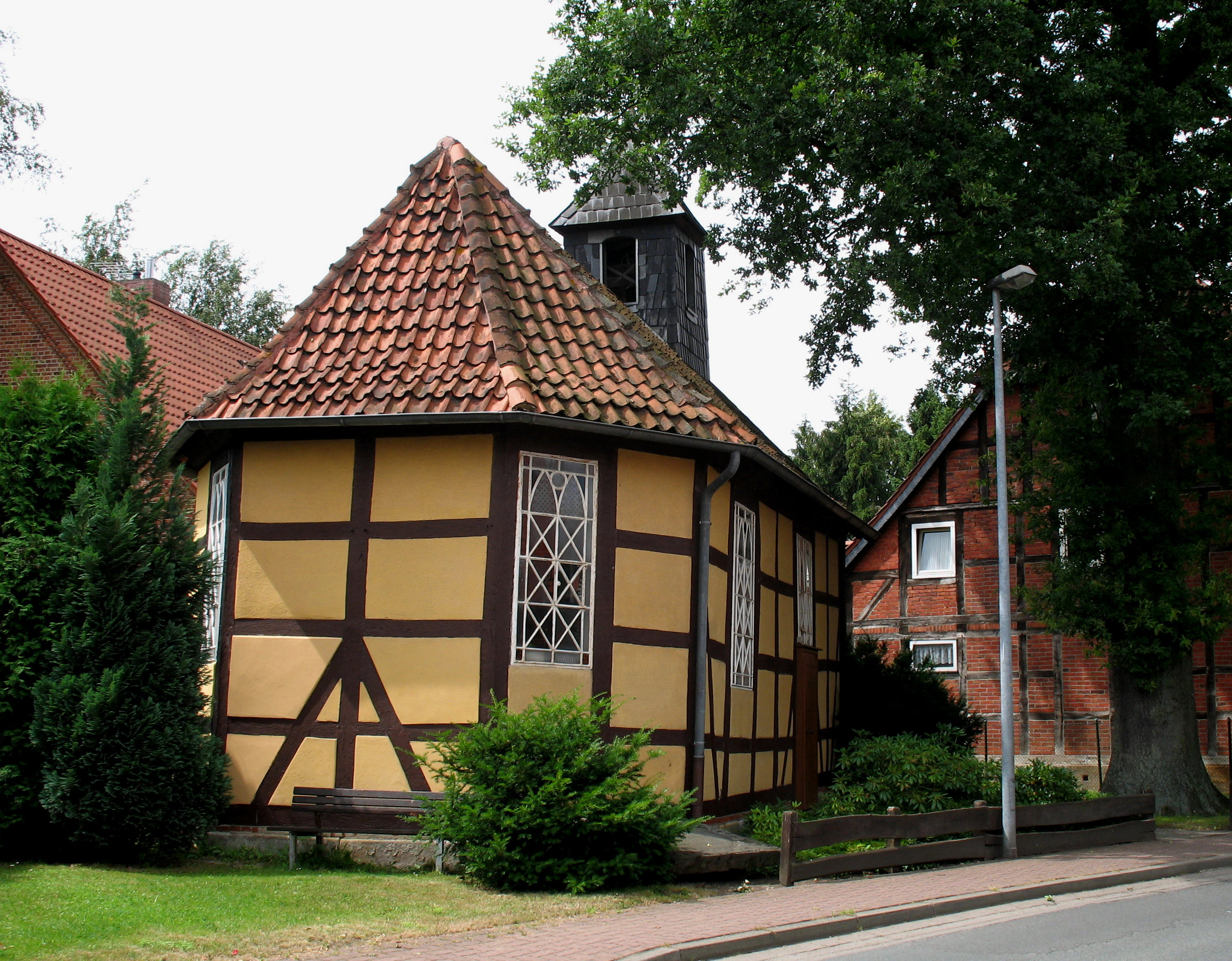
Kapelle Redderse

Die Kapelle Redderse ist die Kapelle der Kapellengemeinde im Gehrdener Stadtteil Redderse in der Region Hannover in Niedersachsen. Die Kapellengemeinde gehört zur Margarethenkirchengemeinde in Gehrden im Kirchenkreis Ronnenberg im Sprengel Hannover der Landeskirche Hannovers.

## Geschichte
Die älteste bekannte Erwähnung einer Kapelle in Redderse ist eine Rechnung aus dem Jahr 1593. Da das Gebäude marode war, wurde es in den Jahren 1737 bis 1738 durch einen Neubau ersetzt.
Die denkmalgeschützte Kapelle am Tivoli in der Ortsmitte von Redderse ist ein einfacher, im Osten halbachteckförmig geschlossener Fachwerkbau mit einer lichten Breite von 5,7 m und einer Länge 10,3 m. Auf dem Westgiebel sitzt ein Dachreiter. Eine größere Renovierung fand im Jahr 1879 statt.
Die mit kostbaren Schnitzereien verzierte alte Kanzel und der Altaraufsatz der Gehrdener Margarethenkirche wurden 1968 in der Redderser Kapelle eingebaut. Die Kapellengemeinde mit etwa 250 Mitgliedern nutzt die Kapelle einmal monatlich zum Gottesdienst sowie zu Trauerfeiern bei Beerdigungen auf dem Redderser Friedhof.
In den Jahren 1984, 2006 und 2008 fanden kleinere Renovierungsmaßnahmen statt. Mit finanzieller Beteiligung von Landeskirche und Kirchenkreis begann im Jahr 2017 eine Grundsanierung des historischen Gebäudes. Dabei wurden der Dachstuhl ersetzt und das undichte Dach repariert, der um 25 cm zur Seite geneigte Dachreiter gerichtet und morsche Balken des Fachwerks sowie zerbröselnde Teile der Ausmauerung ersetzt. Die Glasfenster sollen in ihren Ursprungszustand versetzt werden.

## Glocke
Die Glocke, mit Schlagton c’’, wurde im Jahr 1742 von Johann Taglieb aus Hannover gegossen. Sie hat einen Durchmesser von 39 cm und wiegt 40 kg.

## Orgel
Die von der Firma Eule in Bautzen hergestellte Orgel wurde 1976 gebraucht, etwa acht Jahre alt, gekauft. Dies konnte aus einem Privatbesitz erfolgen.
Sie verfügt über drei Register:
| Manual C–f3 |    |
| Gedackt     | 8′ |
| Rohrflöte   | 4′ |
| Prinzipal   | 2′ |

## Luthereiche

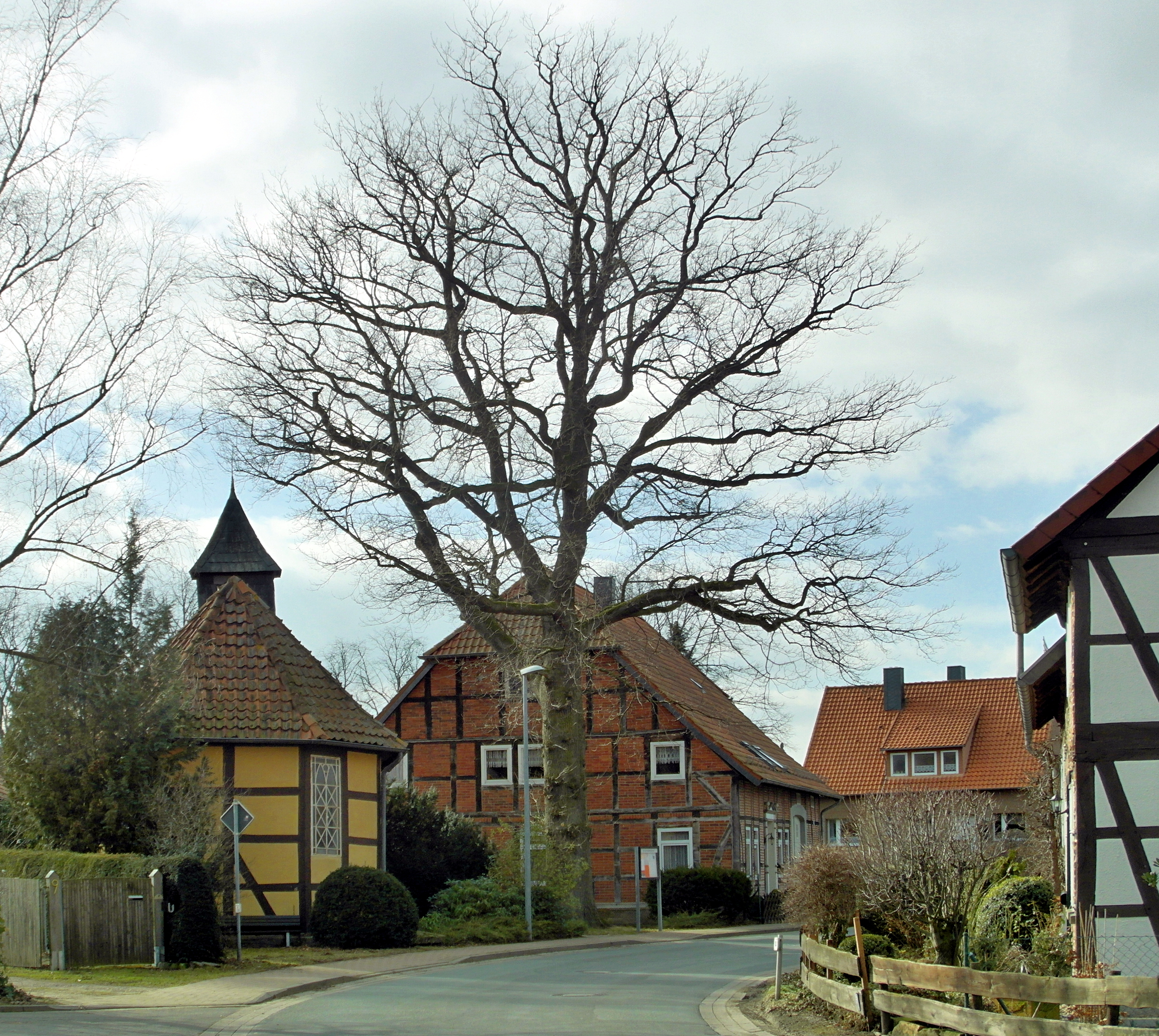
Kapelle und Luthereiche an der Ortsdurchfahrt Redderse

Neben der Kapelle wurde am 10. November 1883 eine Luthereiche gepflanzt.
Die ortsbildprägende Stiel-Eiche ist unter der Nummer ND-H 35 als Naturdenkmal geschützt.